# Treindienstregeling 2013 in Nederland

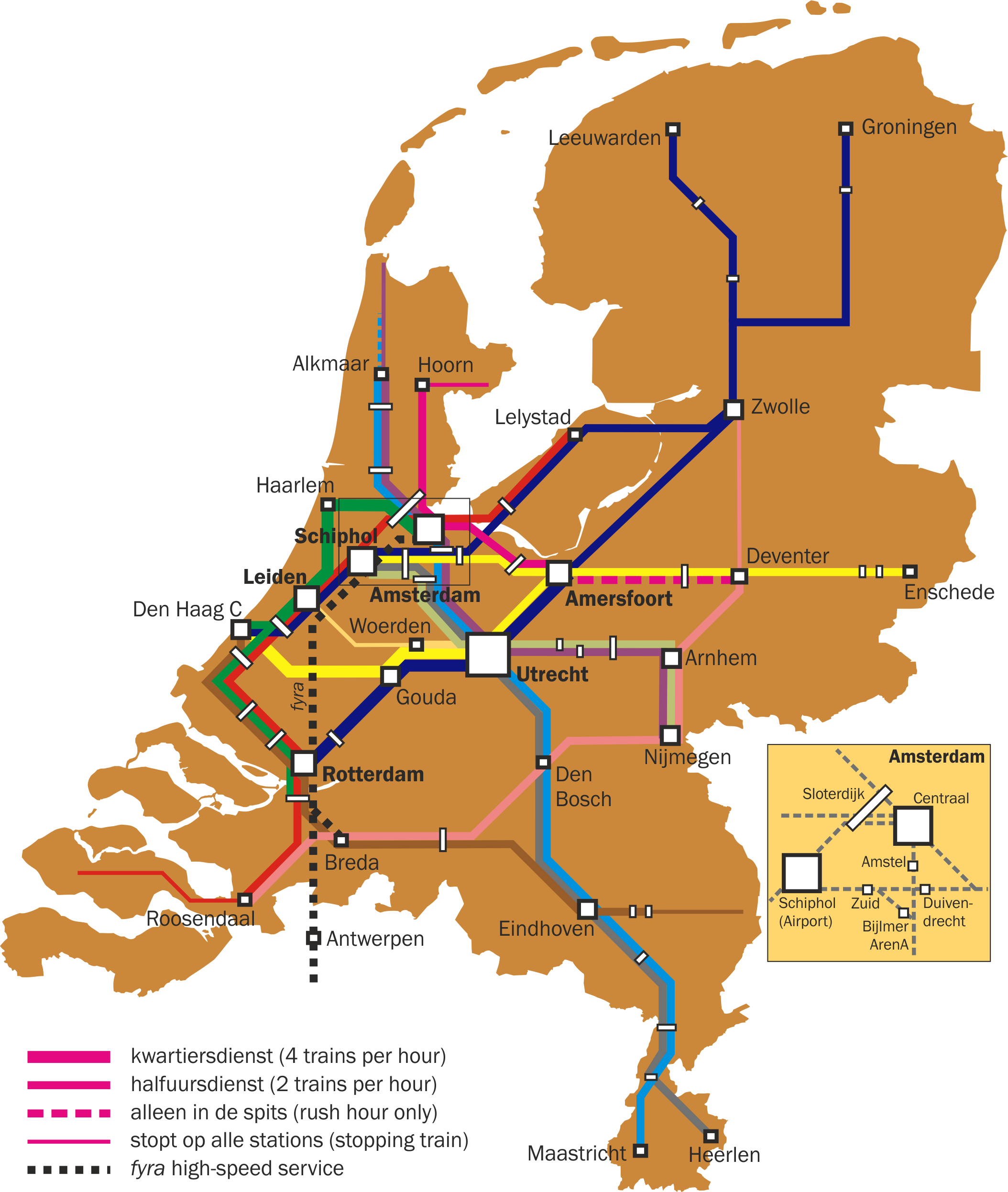
Intercitynet 2013.

De dienstregeling 2013 van de spoorvervoerders in Nederland geldt van 9 december 2012 tot december 2013. Voor de NS is dit tot en met 14 december 2013.

## Negen nieuwe stations

### Hoofdrailnet
1. Kampen Zuid aan de nieuwe Hanzelijn tussen Lelystad en Zwolle;
2. Dronten, ook aan de Hanzelijn;
3. Almere Poort aan de Flevolijn, met gelijktijdige sluiting van de evenementenhalte Almere Strand (deze is al op 6-7 oktober 2012 verwijderd);
4. Utrecht Leidsche Rijn tussen Utrecht Centraal en Utrecht Terwijde, is geopend op 9 juni 2013;
5. Groningen Europapark: definitief station, niet alleen voor Arriva, maar ook voor de Sprinters tussen Zwolle en Groningen en een beperkt aantal intercity's.
6. Halfweg-Zwanenburg tussen Amsterdam Sloterdijk en Haarlem Spaarnwoude.

### Regionale lijnen
1. Hoevelaken tussen Amersfoort en Barneveld Noord, ligt aan het hoofdrailnet, maar dient alleen voor de Connexxion-treinen van de Valleilijn;
2. Maastricht Noord is geopend op 17 november 2013.[3]
3. Hengelo Gezondheidspark tussen Hengelo en Delden, voor de Syntus-treinen van de lijn Zutphen – Glanerbrug.

## Hanzelijn
Op 9 december 2012 is de Hanzelijn in gebruik genomen. Tussen Lelystad en Zwolle rijden per uur twee intercity's (Den Haag – Groningen resp. Leeuwarden) en twee Sprinters (Amsterdam – Zwolle). Hiervoor is de lijnvoering op de hele NoordOostverbinding aangepast. Het inpassen van de Hanzelijn werkt door op de Gooilijn, de Flevolijn, de Schiphollijn, de Oude Lijn en de internationale verbinding met Berlijn.

### Intercity's
- Het principe van vleugeltreinen die onderweg splitsen of combineren is losgelaten (afgezien van een enkele, uit nood geboren uitzondering in de weekeinden) waarmee een potentiële vertragingsbron is weggenomen. De treinen van Leeuwarden en Groningen naar de Randstad rijden niet meer gecombineerd over de Veluwelijn.
  - Vanuit zowel Groningen als Leeuwarden wordt vanaf Zwolle eenmaal per uur doorgereden via Lelystad Centrum, Almere Centrum, Duivendrecht, Amsterdam Zuid, Schiphol en Leiden Centraal naar Den Haag Centraal.
  - Tevens rijdt vanuit zowel Groningen als Leeuwarden eenmaal per uur een trein via Zwolle naar Amersfoort, Utrecht Centraal, Gouda, Rotterdam Alexander en Rotterdam Centraal.
  - Te Zwolle wordt elk half uur een cross-platform-overstap tussen beide verbindingen geboden.
  - Omdat de Hanzelijn / Flevolijn reizigers zal wegtrekken van de Veluwelijn, zullen tussen Zwolle en Utrecht Centraal geen voortreinen meer nodig zijn.
  - In Lelystad kunnen reizigers uit het noorden voor Amsterdam Centraal overstappen op de intercity Lelystad – Vlissingen. Deze rijdt via Almere Centrum, Amsterdam Centraal, Schiphol, Leiden Centraal, Den Haag HS, Rotterdam Centraal en Roosendaal (zie onder). Omdat beide intercity's op het traject Lelystad – Almere achter elkaar aan rijden, zal de overstap slechts enkele minuten in beslag nemen. Hierdoor verschuift de vertrektijd van de intercity tussen Den Haag, Schiphol en Lelystad met ongeveer een kwartier.
- Vanaf dienstregeling 2013 stoppen alle intercity's tussen Groningen en Zwolle enkel te Assen. Het Drentse verzoek om voor Beilen en Hoogeveen de rechtstreekse verbinding met Schiphol te behouden, is niet gehonoreerd.
- Het station Almere Buiten is geen intercityhalte meer zolang de spoorcapaciteit ter plaatse niet is aangepast.
- De intercity's uit Enschede zijn een kwartier verschoven. Vanaf station Amersfoort wordt eenmaal per uur doorgereden via Utrecht Centraal naar Den Haag Centraal en eenmaal per uur via Amsterdam Zuid naar Schiphol.
- In Amersfoort worden de volgende cross-platform-overstappen geboden:
  - Op het moment dat de trein vanuit Enschede naar Den Haag Centraal rijdt, rijdt een trein tussen Amersfoort Schothorst en Schiphol.
  - Op het moment dat de trein vanuit Enschede naar Schiphol rijdt, rijdt een trein tussen Amersfoort Schothorst en Den Haag Centraal.
- In Deventer wordt de overstaptijd van de intercity's van de IJssellijn Roosendaal – Arnhem Centraal – Zwolle op die van de verbinding Enschede – Schiphol / Den Haag aanzienlijk langer.
- De huidige intercity's tussen Enkhuizen, Amsterdam Centraal en Amersfoort gaan in de spits tweemaal per uur doorrijden naar Deventer.
  - Door de verschuiving met een kwartier zijn de treinen via Bad Bentheim van en naar Berlijn, waarvan de vertrektijden op de route Berlin Ostbahnhof – Hilversum niet mee zijn verschoven, in deze treinserie geïntegreerd en niet meer in de intercitydienst Twente – Schiphol. Dit komt tevens tegemoet aan de wensen van de Deutsche Bahn, die er bij de NS op heeft aangedrongen deze trein te laten beginnen en eindigen in Amsterdam Centraal in plaats van Schiphol. Bij een onderzoek onder internationale reizigers heeft 90% te kennen gegeven dit op prijs te stellen. Ook binnenlandse reizigers profiteren ervan, want hierdoor rijdt ook buiten de spits eenmaal per twee uur een rechtstreekse trein vanuit Hengelo, Almelo, Deventer en Apeldoorn naar Amsterdam Centraal.
  - Op het moment dat de Berlijntrein keert in Amsterdam Centraal, rijdt er een aansluitende binnenlandse trein van / naar Enkhuizen.
- De intercity's Amersfoort – Schiphol en Amersfoort – Amsterdam Centraal (– Enkhuizen) rijden samen een kwartierdienst tussen Amersfoort en Hilversum. Er is minder reden dan voorheen om beide treinen kort na elkaar uit Amersfoort te laten vertrekken, want station Amersfoort verliest een deel van zijn overstapfunctie in de Noord-Oost-verbindingen. Dit heeft wel tot gevolg dat reizigers van Twente naar Amsterdam Centraal langer op hun aansluiting moeten wachten op momenten waarop de Berlijntrein niet rijdt.
- Net als in Zwolle worden in Utrecht Centraal de NoordOost-intercity's niet meer gesplitst resp. gecombineerd. In plaats daarvan worden er cross-platform-overstappen geboden (op Utrecht Centraal of op station Gouda) op toegevoegde treinen van/naar Den Haag Centraal en Rotterdam Centraal. Daardoor rijdt op beide lijnen, net als nu, elk kwartier een intercitytrein.
- In de weekeinden rijden er toch vleugeltreinen, die splitsen en combineren in Gouda. De intercity's Rotterdam – Utrecht rijden gecombineerd met die van Den Haag naar Amersfoort en Enschede. Door deze maatregel wordt in Utrecht Centraal perronruimte vrijgemaakt voor werkzaamheden.

### Sprinters
- Omdat de intercity's tussen Zwolle en Groningen alleen nog in Assen zullen stoppen, rijden op dit traject voortaan twee sprinters per uur, stoppend aan alle stations inclusief het nieuwe Groningen Europapark.
- De spitsuurtreinen Leeuwarden – Wolvega worden op 29 april 2013 verlengd naar Meppel, met een stop in Steenwijk. Dit wordt de eerste stap van een geleidelijke uitbreiding van deze treindienst in de komende jaren. De verlenging kon op 9 december 2012 nog niet worden ingevoerd omdat daarvoor het eerste perron in Meppel moest worden opgehoogd.[4][5][6]
- Tussen Amsterdam Centraal en Zwolle rijdt tweemaal per uur een sprinter via de Hanzelijn als verlenging van serie 4600 Amsterdam – Almere / Lelystad.
- Omdat de intercity tussen Amsterdam Centraal en Lelystad Centrum een kwartier verschoven is, zijn de tijden van de sprinterseries op de Flevolijn en de Gooilijn een kwartier mee verschoven, zodat de "overstapknoop" in station Weesp gehandhaafd bleef. In dat station wordt elke sprinter van de Gooilijn voortaan ingehaald door een intercity.
- De treinseries 3200 en 5800 zijn samengevoegd tot de serie 5800 op de route Hoofddorp – Amsterdam Centraal – Amersfoort – Amersfoort Vathorst.
- Op het station Amsterdam Science Park stoppen per uur vier sprinters: twee van de lijn Zwolle – Lelystad – Amsterdam Centraal en twee van de lijn Amersfoort – Amsterdam Centraal.
- De intercity tussen Almere Centrum en Utrecht Centraal start voorlopig op station Almere Oostvaarders, totdat bij Almere een nieuwe keervoorziening is aangelegd.
- Doordat de intercity's van en naar Enschede met een kwartier zijn verlegd, zijn de sprinters van Enschede naar Apeldoorn en naar Nijverdal (Zwolle) een kwartier mee verschoven.
- De loop van de series 5700 en 4300 wordt teruggedraaid naar de situatie in de dienstregeling 2011: serie 5700 wordt weer Utrecht – Leiden – Den Haag en serie 4300 wordt weer Hoofddorp – Almere.

## Verbinding met België
- Met ingang van de nieuwe dienstregeling is de Beneluxtrein Amsterdam – Brussel vervallen. Deze speelt dus ook geen rol meer in het binnenlandse intercitynet tussen Amsterdam en Roosendaal.
- Op 9 december 2012 is de Fyra-dienst Amsterdam – Brussel over de HSL-Zuid gestart. Vanwege onvoldoende beschikbaarheid van het V250-hogesnelheidsmaterieel wordt een twee-uursdienst gereden, op bepaalde momenten aangevuld tot een uurdienst.
- Vanaf 8 april 2013 zouden daarnaast dagelijks acht Fyra's zonder toeslag en reserveringsplicht rijden tussen Breda en Antwerpen-Centraal met een stop in station Noorderkempen.[7][8]
- Op de lijn Roosendaal – Antwerpen rijdt enkel nog de L-trein van de NMBS, onderweg stoppend op alle stations. Met ingang van NMBS-dienstregeling 2014 wordt deze trein met meer dan 5 minuten versneld.

Problemen met V250-treinstellen
Doordat er problemen zijn ontstaan met het V250-hogesnelheidsmaterieel rijden deze Fyratreinen sinds halverwege januari 2013 tot nader order niet. Dit leidde tot de volgende wijzigingen.
- Sinds halverwege januari 2013 rijdt naast de L-Trein een extra pendeltrein tussen Roosendaal en Essen. Deze geeft in Essen aansluiting op de IC-dienst N naar Antwerpen, Brussel en Charleroi.
- Sinds eind januari 2013 rijdt daarnaast elke twee uur een pendeltrein tussen Roosendaal en Antwerpen. Deze stopt onderweg niet.
- Vanaf 18 februari 2013 rijden in beide richtingen twee intercitytreinen per dag tussen Den Haag HS en Brussel. In het weekend rijden deze treinen alleen tussen Den Haag HS en Antwerpen. Deze intercitytreinen stoppen op alle stations waar voorheen de Beneluxtrein stopte. Hiermee heeft ook Dordrecht weer (tijdelijk) een verbinding met België. Vanaf 11 maart 2013 zal deze intercity 8 keer per dag in beide richtingen rijden. Herstel naar het oorspronkelijke aantal van de Beneluxdienst van 16 keer per dag is volgens NS en ProRail vooralsnog onmogelijk.
- De bovengenoemde verbinding Breda – Noorderkempen – Antwerpen is op 8 april 2013 nog niet gaan rijden.

## Intercity's Limburg
- Voortaan rijdt viermaal per uur een intercity tussen Eindhoven en Sittard. De intercity vanaf Alkmaar en Amsterdam Centraal rijdt in zijn geheel door naar Maastricht. De intercity tussen Schiphol en Eindhoven rijdt door naar Heerlen.
- Samen met de Sprinters is er daardoor drie- tot viermaal per uur een trein, al dan niet met overstappen in Sittard, van zowel Maastricht als Heerlen naar Eindhoven en de Randstad.
- Ook in deze verbinding komen vleugeltreinen die splitsen / combineren in Sittard niet meer voor. Daardoor stoppen de intercitytreinen korter op dit station, de doorgaande Sprinters echter juist langer, omdat ze door de Intercity's worden ingehaald.
- Door de verschuivingen van de vertrektijden uit Heerlen met een kwartier zijn vele aansluitingen veranderd. Intercityreizigers uit Heerlen hebben te Roermond een langere overstaptijd op de Maaslijn richting Venlo en Nijmegen en in Eindhoven een langere overstaptijd op de treinen richting Tilburg en Breda. Zij zijn sneller uit als zij in Heerlen de sprinter nemen en in Sittard overstappen op de intercity uit Maastricht. De reistijd tussen Eindhoven en Aachen Hbf wordt juist een kwartier korter.

## Lijn Zwolle – Almelo
- Tot 1 april rijden er in de spits drie intercity's tussen Twente en Zwolle: 's ochtends van Enschede naar Zwolle en 's middags van Zwolle naar Hengelo. Deze tijdelijke extra treinen stoppen alleen in Hengelo, Almelo, Wierden, Holten en Deventer.
- Tussen 4 maart en 31 maart rijden er tussen Raalte en Wierden NS-bussen in plaats van treinen.
- Vanaf 4 maart wordt station Nijverdal West opgeheven. Vanaf dan stoppen ook de plaatsvervangende bussen niet meer bij Nijverdal West, maar enkel bij station Nijverdal.
- Per 1 april rijden er weer rechtstreekse treinen tussen Zwolle en Enschede via de Salland-Twentetunnel in Nijverdal.

## Overige wijzigingen
- De 4x per uur rijdende intercitydienst Dordrecht – Haarlem – Amsterdam Centraal (1x per uur komend van Vlissingen), zoals die bestond in de NS-dienstregeling 2012, is teruggebracht tot 2x per uur. Tussen Dordrecht en Amsterdam Centraal rijden nog steeds 4 intercity's per uur, maar nu om en om via Haarlem en via Schiphol.
  - Vanuit Vlissingen naar Amsterdam Centraal (en verder naar Lelystad, zie boven) rijden twee Intercity's per uur. Deze stoppen tussen Vlissingen en Roosendaal op alle tussengelegen stations (de aparte sprinters verdwijnen hier). Vanaf Roosendaal wordt doorgereden naar Dordrecht, Rotterdam Blaak, Rotterdam Centraal, Schiedam Centrum, Delft, Den Haag HS, Laan van NOI, Leiden Centraal, Schiphol, Amsterdam Lelylaan, Amsterdam Sloterdijk, Amsterdam Centraal, Almere Centrum en Lelystad Centrum. De route gaat dus weer via Schiphol, niet meer via Haarlem zoals in de dienstregeling 2012.
  - In Leiden Centraal bestaat aansluiting op een Intercity Den Haag Centraal – Leiden Centraal – Heemstede-Aerdenhout – Haarlem – Amsterdam Sloterdijk – Amsterdam Centraal.
  - In tussenliggende kwartieren wordt in Leiden een cross-platform-overstap gegeven vanaf de intercity Dordrecht – Haarlem – Amsterdam Centraal op de intercity Den Haag Centraal – Schiphol – Amsterdam Zuid – Lelystad – Zwolle – Groningen resp. Leeuwarden.
  - Door deze wijziging rijden de intercity's tussen Den Haag Centraal en Leiden Centraal niet meer in een kwartierdienst, maar in een 21' / 9'-interval. Tussen Leiden Centraal en Schiphol wordt in een 17' / 13'-interval gereden. Dit heet in spoorwegjargon een "incorrecte kwartierdienst".
  - Voor bovengenoemde wijzigingen werd door ProRail als reden opgegeven dat kruisende treinbewegingen ten noorden van Leiden vertragingen en eventueel onveilige situaties zouden kunnen opleveren. Door de kruisingspatronen te veranderen en een "incorrecte" kwartierdienst te rijden zou dat ongemak worden verholpen. Bovendien hebben Rotterdam Centraal en Den Haag HS hierdoor naast de Fyra, ondanks het verdwijnen van de Beneluxtrein, toch een rechtstreekse verbinding naar Schiphol met traditionele intercity's zonder toeslag.
- De frequentie van Sprinters tussen Utrecht Centraal en Woerden zal worden verhoogd van twee- naar viermaal per uur. De extra Sprinters zullen gebruikmaken van een nieuw keerspoor bij Woerden Molenvliet aan de spoorlijn Woerden - Leiden. Deze wijziging gaat in op 9 juni 2013, zodra het keerspoor gereed is en het station Utrecht Leidsche Rijn wordt geopend.

## Rustigste uren
's Avonds na ca. 20:00 uur en op zondagochtend rijden er minder treinen. De belangrijkste wijzigingen:
- Tussen Sittard en Eindhoven rijden minder Intercity's. Vanuit Heerlen wordt geen rechtstreekse verbinding met Eindhoven en verder aangeboden, reizigers moeten in Sittard overstappen. Omdat tussen Sittard en Heerlen maar 1x per uur een Sprinter rijdt, zal in het andere half uur een aansluitende Intercity tussen Sittard en Heerlen pendelen.
- De treinen over de Hanzelijn rijden van Lelystad niet via Amsterdam Zuid door naar Den Haag Centraal, maar via Amsterdam Centraal en Den Haag HS verder richting Vlissingen (op zondagochtend is er één keer een doorgaande verbinding Groningen – Vlissingen en omgekeerd en één keer Leeuwarden – Vlissingen).
- Op nog vier lijnen is de frequentie gehalveerd van 4x naar 2x per uur:
  - Utrecht – Den Haag
  - Utrecht – Rotterdam
  - Schiphol – Utrecht
  - Utrecht – Nijmegen

## Concessiesbuiten hethoofdrailnet
- Arriva rijdt op de lijn Zwolle – Emmen, die onderdeel is geworden van de concessie Vechtdallijnen. De sneltrein Zwolle – Emmen stopt extra in Mariënberg voor een betere aansluiting op de stoptreinen van en naar Almelo. Daarnaast rijden spitstreinen tussen Zwolle en Coevorden.
- Arriva heeft aangekondigd dat de frequentie tussen Nieuweschans en Leer (Ostfriesl) op een uurdienst wordt gebracht. Alleen op zondag blijft de 2-uurdienst gehandhaafd. Die geldt dan op het hele trajectgedeelte Winschoten – Leer, wat een verslechtering betekent voor het station Nieuweschans.
- Arriva rijdt op de spoorlijnen die behoren tot de concessie Achterhoek-Rivierenland:
  - Apeldoorn – Zutphen. In Apeldoorn is de overstaptijd op de intercity's door de verschuiving van de intercitytijden verlengd tot ongeveer 20 minuten, althans buiten de spits. Alleen op de momenten dat de Berlijntrein rijdt (1x per 2 uur), is een vlottere overstap mogelijk.
  - Zutphen – Winterswijk. De sporen- en perronsituatie in het station Zutphen tijdens de ontmoetingsmomenten van de treinen staat een doorgaande verbinding Apeldoorn – Winterswijk niet toe.
  - Arnhem Centraal – Doetinchem – Winterswijk
  - Arnhem Centraal- Tiel.
- Tussen Arnhem Centraal en Doetinchem rijden, naast de treinen van Arriva, ook treinen van Hermes (dochteronderneming van Connexxion) onder de naam Breng, behorend bij de concessie Arnhem-Nijmegen.
- Op de lijn Zwolle – Kampen blijft NS de komende drie jaar op basis van de bestaande concessie met treinen rijden voor rekening van de provincie Overijssel.[9] Nu de aanbesteding al enkele malen is mislukt, laat de provincie nieuw onderzoek doen naar de meest geschikte exploitatievorm voor het lijntje.[10]

## Praktijk
Na invoering van deze dienstregeling op 9 december 2012 blijkt in de praktijk de robuustheid van de dienstregeling onder druk te staan.
- In de eerste week van de looptijd van de dienstregeling 2013 werd duidelijk dat de materieelplanning niet geheel was toegesneden op de behoefte. Daarom kondigde de NS aan dat vanaf januari 2013 op een aantal trajecten in Noord-Holland en Flevoland langere spitstreinen gaan rijden.[12]
- Door korte keringen op eindpuntstations beginnen vertraagde treinen te laat aan de retourrit, zodat vertragingen soms lang blijven doorwerken.
- Op sommige knooppunten zoals Sittard blijkt de overstap tussen officieel op elkaar aansluitende treinen niet altijd te kunnen worden gehaald. Dat gold ook voor Apeldoorn, maar daaraan kon iets worden gedaan door een spoorwijziging voor de intercitytreinen.
- Het traject Hattemerbroek aansluiting – station Zwolle – Herfte aansluiting is door de toename van het aantal treinen een knelpunt geworden. Ondanks de wijzigingen in de infrastructuur te Zwolle, waar elk half uur elf treinen elkaar ontmoeten, is dit station niet altijd toereikend om het grote aanbod te kunnen verwerken, waardoor aansluitingen worden gemist.
- Ook bij enkele nieuwe concessies, vooral op de lijnen Zwolle – Emmen (Arriva) en Arnhem Centraal – Doetinchem / Winterswijk (Arriva / Breng), deden zich in december startproblemen voor die deels te wijten waren aan onbekendheid met de nieuwe situatie en deels aan de krappe dienstregeling.

## Latere wijzigingen
- Per 8 april 2013 rijden dagelijks op diverse trajecten enkele extra late treinen.

1970 
· 2007-2009
(2008 
· 2009)
· 2010 
· 2011 
· 2012
· 2013
· 2014
· 2015
· 2016
· 2017
· 2018
· 2019
· 2020
· 2021
· 2022